# زنبورخوار سینه‌دارچینی
زنبورخوار سینه‌دارچینی (Merops oreobates) گونه‌ای از پرندگان تیرهٔ زنبورخواران است. این گونه عمدتاً بومی جنگل‌های کوهستانی آلبرتین ریفت و جنگل‌های کوهستانی آفریقای شرقی است.